# Paracordyloporus furcillatus
Paracordyloporus furcillatus är en mångfotingart som beskrevs av Demange 1971. Paracordyloporus furcillatus ingår i släktet Paracordyloporus och familjen Chelodesmidae. Inga underarter finns listade i Catalogue of Life.